# مشتق دوم

مشتق دوم یک تابع درجه دوم یک تابع ثابت است.

مشتق دوم یا مشتق مرتبه دو، مشتقِ مشتق تابع f می‌باشد. به‌طور کلی، مشتق دوم دربارهٔ چگونگی نرخ تغییرات یک کمیت است. برای مثال، مشتق دوم معادله مکان یک وسیله نقلیه، شتاب لحظه‌ای آن را نتیجه می‌دهد.
{\displaystyle \mathbf {a} ={\frac {d\mathbf {v} }{dt}}={\frac {d^{2}{\boldsymbol {x}}}{dt^{2}}}}
در نمودار یک تابع، مشتق دوم انحنا یا تقعر یک تابع را مشخص می‌کند. اگر مشتق دوم یک تابع در بازه‌ای مثبت باشد تقعر منحنی رو به بالا، اگر مشتق دوم منفی باشد تقعر رو به پایین و اگر مشتق دوم صفر باشد تابع در آن بازه تقعری ندارد.

## ضابطه مشتق دوم
{\displaystyle {\frac {d^{2}}{dx^{2}}}[x^{n}]={\frac {d}{dx}}{\frac {d}{dx}}[x^{n}]={\frac {d}{dx}}[nx^{n-1}]=n{\frac {d}{dx}}[x^{n-1}]=n(n-1)x^{n-2}.}

## نشانه گذاری
مشتق دوم تابع {\displaystyle f(x)\!} را با نماد {\displaystyle f''(x)\!} نشان می‌دهند.
{\displaystyle f''=(f')'\!}
هنگامی که با استفاده از نماد لایبنیتس برای مشتقات، مشتق دوم یک Y متغیر وابسته، با توجه به متغیر x مستقل نوشته می‌شود:
{\displaystyle {\frac {d^{2}y}{dx^{2}}}.}
این نماد از فرمول زیر بدست آمده‌است:
{\displaystyle {\frac {d^{2}y}{dx^{2}}}\,=\,{\frac {d}{dx}}\left({\frac {dy}{dx}}\right).}

## مثال
با توجه به تابع
{\displaystyle f(x)={\frac {x^{3}}{2}}+e^{x}+4x-6}

مشتق تابع f می‌شود:
{\displaystyle f'(x)={\frac {3}{2}}x^{2}+e^{x}+4}

و مشتق تابع f' می‌شود:
{\displaystyle f''(x)=\left({\frac {3}{2}}x^{2}+e^{x}+4\right)'=3x+e^{x}}

در واقع برای بدست آمدن مشتق دوم باید از مشتق اول، یا (از تابع اصلی دوبار) مشتق گرفت.

## ارتباط با نمودار

تابع از دامنه تا
خط مماس آبی در نقاطی که تقعر منحنی رو به بالا، خط مماس سبز در نقاطی که تقعر منحنی رو به پایین و خط مماس قرمز در نقاط عطف (0, /۲، و) می‌باشد.

### تقعر
اگر مشتق دوم تابع f مثبت باشد تقعر منحنی رو به بالا می‌باشد (خط مماس بر منحنی زیر نمودار تابع محدب قرار می‌گیرد) و اگر مشتق دوم تابع f منفی باشد تقعر منحنی رو به پایین می‌باشد (خط مماس بر منحنی در بالای نمودار تابع کاو قرار می‌گیرد)

### نقاط عطف
نقطهٔ عطف، نقطه‌ای بر روی یک خم است که انحنای آن خم در آن نقطه تغییر جهت می‌دهد. در واقع در نقطهٔ عطف جهت تقعر عوض می‌شود. به عبارت دیگر علامت مشتق دوم یک تابع، قبل و بعد از نقطهٔ عطفش بر روی تابع تغییر می‌کند. (مثبت به منفی یا بالعکس)

### آزمون مشتق دوم
برای پیدا کردن نقاط اکسترمم نسبی تابع می‌توان از آزمون مشتق دوم استفاده کرد:
- اگر {\displaystyle \ f^{\prime \prime }(x)<0} باشد آنگاه {\displaystyle \ f} در آن نقطه ماکسیمم نسبی است.
- اگر {\displaystyle \ f^{\prime \prime }(x)>0} باشد آنگاه {\displaystyle \ f} در آن نقطه مینیمم نسبی است.
- اگر {\displaystyle \ f^{\prime \prime }(x)=0} باشد آنگاه آزمون مشتق دوم پاسخی ندارد و باید به سراغ آزمون مشتق اول رفت.

## حد
{\displaystyle f''(x)=\lim _{h\to 0}{\frac {f(x+h)-2f(x)+f(x-h)}{h^{2}}}.}
این حد مشتق متقارن دوم است. توجه داشته باشید که مشتق متقارن دوم ممکن است وجود داشته حتی زمانی که (طبق معمول) مشتق دوم وجود نداشته باشد.
در سمت راست به عنوان خارج قسمت تفاوت نوشته شده‌است:
{\displaystyle {\frac {f(x+h)-2f(x)+f(x-h)}{h^{2}}}={\frac {{\frac {f(x+h)-f(x)}{h}}-{\frac {f(x)-f(x-h)}{h}}}{h}}.}
این حد را می‌توان به عنوان یک نسخه مداوم از تفاضل محدود برای دنباله در نظر گرفت.
باید توجه داشت که وجود حد بالا به این معنا نیست که تابع {\displaystyle f} دارای مشتق دوم می‌باشد. حد بالا فقط یک احتمال برای محاسبه مشتق دوم می‌دهد اما یک تعریف ارائه نمی‌دهد. مثال نقض آن تابع علامت {\displaystyle \operatorname {sgn}(x)} است که از طریق تعریف
{\displaystyle \operatorname {sgn}(x)={\begin{cases}-1&{\text{if }}x<0,\\0&{\text{if }}x=0,\\1&{\text{if }}x>0.\end{cases}}}
تابع علامت صفر است و در نتیجه مشتق دوم برای {\displaystyle x=0} وجود ندارد. اما حد بالا وجود دارد.
{\displaystyle {\begin{aligned}\lim _{h\to 0}{\frac {\operatorname {sgn}(0+h)-2\operatorname {sgn}(0)+\operatorname {sgn}(0-h)}{h^{2}}}&=\lim _{h\to 0}{\frac {1-2\cdot 0+(-1)}{h^{2}}}\\&=\lim _{h\to 0}{\frac {0}{h^{2}}}\\&=0\end{aligned}}}

## تخمین درجه دوم
به عنوان مشتق اول به تقریب خطی، مشتق دوم است که به بهترین تقریب درجه دوم برای یک تابع f مرتبط است. این فرمول برای بهترین تقریب درجه دوم به یک تابع f در اطراف نقطه x = A است:
{\displaystyle f(x)\approx f(a)+f'(a)(x-a)+{\tfrac {1}{2}}f''(a)(x-a)^{2}.}
این تقریب درجه دوم مرتبه دوم چند جمله‌ای تیلور برای تابع محور در x = a است.